# Jozias van Aartsen
 (novembre 2023).
Si vous disposez d'ouvrages ou d'articles de référence ou si vous connaissez des sites web de qualité traitant du thème abordé ici, merci de compléter l'article en donnant les références utiles à sa vérifiabilité et en les liant à la section « Notes et références ».
Jozias van Aartsen, né le 25 décembre 1947 à La Haye, est un homme politique néerlandais, membre du Parti populaire pour la liberté et la démocratie (VVD), qu'il dirige de 2004 à 2006.
Ministre de l'Agriculture, de la Protection de la nature et de la Pêche de 1994 à 1998 puis ministre des Affaires étrangères de 1998 à 2002 sous le Premier ministre Wim Kok, il est nommé bourgmestre de La Haye en 2008. Il démissionne en 2017 et accepte de diriger par intérim la province de Drenthe en 2017 et la commune d'Amsterdam de 2017 à 2018.

## Éléments personnels

### Formation et carrière
Après ses études supérieures de droit à l'université libre d'Amsterdam, il est embauché en 1970 comme assistant par le groupe parlementaire du VVD à la Seconde Chambre des États généraux. Il est promu secrétaire un an plus tard, puis devient, en 1974, directeur du centre de recherches du parti, la fondation Prof. Mr. B.M. Telders.
Il démissionne en 1979, à la suite de sa nomination comme chef de cabinet du secrétaire général du ministère de l'Intérieur, dont il est désigné adjoint quatre ans plus tard. En 1985, il est choisi comme nouveau secrétaire général du ministère, occupant ce poste pendant neuf ans.

### Vie privée
Il est le fils de Jan van Aartsen, ministre des Transports, puis du Logement et enfin commissaire de la Reine dans les années 1960. Marié, père de trois enfants, il vit à La Haye.

## Activité politique

### Ministre de Wim Kok
Il est nommé ministre de l'Agriculture, de la Protection de la nature et de la Pêche des Pays-Bas le 22 août 1994, dans la première coalition violette du travailliste Wim Kok. Son mandat prend fin le 6 mai 1998, avec la tenue des élections législatives au cours desquelles il est élu représentant à la Seconde Chambre, et il se voit chargé de l'intérim jusqu'à la formation d'un nouveau cabinet.
Le 22 juillet suivant, Jozias van Aartsen devient ministre des Affaires étrangères, toujours dans le cadre d'une coalition violette dirigée par Wim Kok. Son activité est marquée par la continuité des actions entreprises par son prédécesseur, Hans van Mierlo. Il assure notamment l'installation de la Cour pénale internationale à La Haye, organise la participation de soldats néerlandais à des missions de maintien de la paix au Kosovo, en Bosnie et en Érythrée, et renforce le contrôle de la Seconde Chambre sur le déploiement des armées à l'étranger. À compter de la démission anticipée du gouvernement, le 16 avril 2002, il est chargé de l'intérim de son ministère.

### Chef de parti
Il est réélu représentant à la Seconde Chambre lors des élections législatives du 15 mai suivant et prend alors la direction du groupe parlementaire du VVD. À compter du 27 novembre 2004, il cumule ce mandat avec celui de chef politique du parti. Quelques mois plus tôt, il est renversé, sans être blessé, par une voiture conduite par un détenu dangereux. Il n'est pas établi la présence ou non d'un mobile politique à cet accident.
Il renonce, le 8 mars 2006, à la direction du parti et de son groupe, afin d'assumer la responsabilité du résultat jugé mauvais des libéraux aux municipales de la veille, à savoir moins de 14 % des suffrages. Il continue toutefois de siéger comme représentant jusqu'aux élections législatives anticipées du 22 novembre 2006, auxquelles il ne se représente pas.

### Bourgmestre
Après un court intermède comme coordinateur de l'énergie au sein de l'Union européenne, il fait son retour en politique, au niveau local, en étant proposé comme nouveau bourgmestre de La Haye le 28 janvier 2008 par le conseil municipal. Il est officiellement nommé par la reine le 15 février, et prend ses fonctions le 27 mars.
Il quitte ses fonctions le 1er mars 2017 pour devenir Commissaire du Roi par intérim en province de Drenthe. Il est nommé bourgmestre d'Amsterdam par intérim le 1er décembre 2017 en l'attente d'un bourgmestre de plein titre. Il se retire de la vie politique le 12 juillet 2018 après la nomination de Femke Halsema.